# Centro de interpretación de los Yacimientos Arqueológicos de Baza
El centro de interpretación de los Yacimientos Arqueológicos (CIYA) es un espacio museográfico del municipio de Baza, en la provincia de Granada, Andalucía, España. Dispone de tecnologías audiovisuales que ofrecen al visitante para comprender las distintas culturas que se asentaron en la ciudad iberorromana de Basti y su territorio.
Situado junto al trazado de la autovía A-92N, salida 342 (Hospital Comarcal), se inauguró en 2009.

## Historia

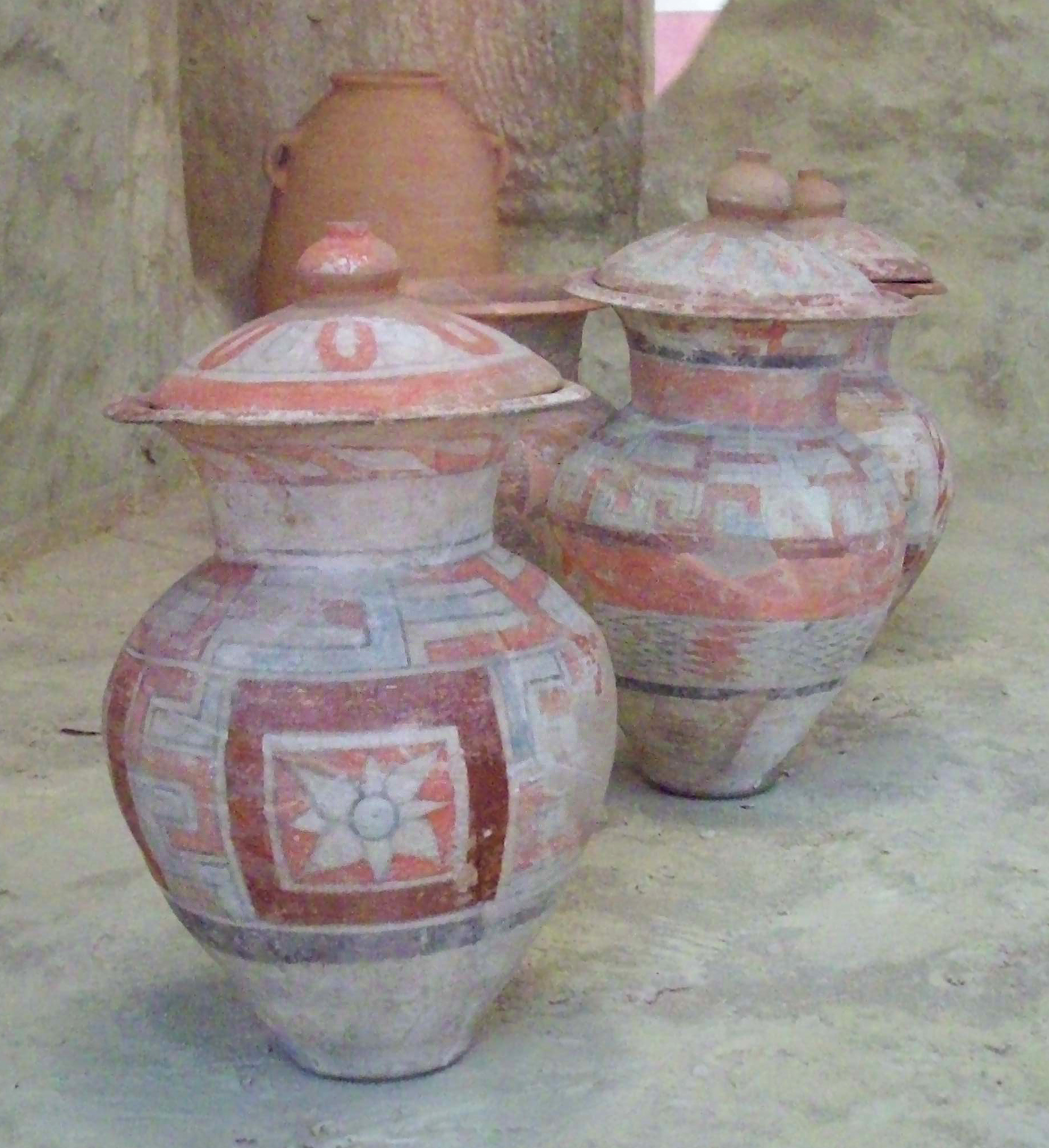
Primitivos tibores íberos o urnas funerarias del

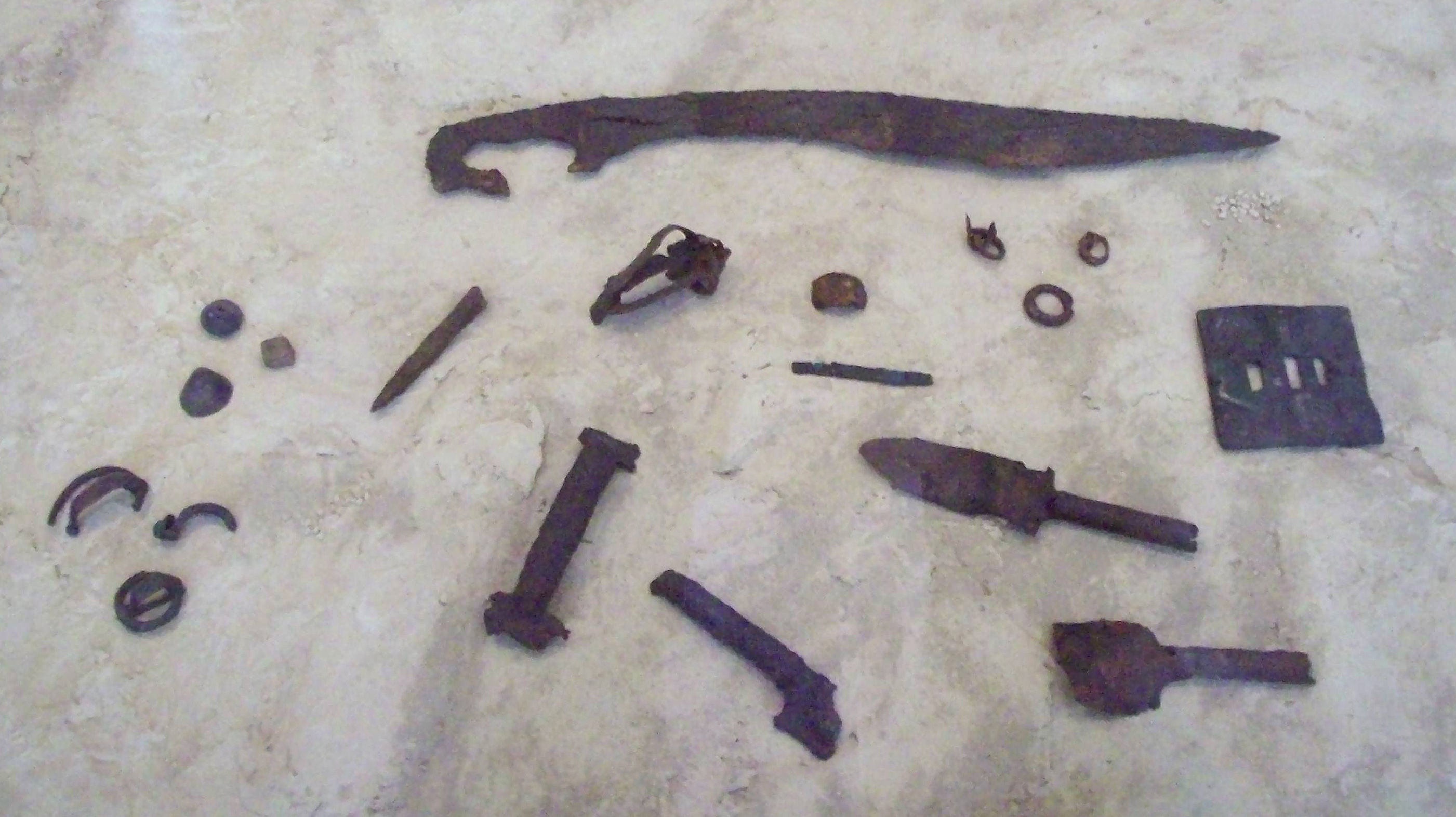
Ajuar de la tumba 155. Necrópolis de Baza

Bastetania en las provincias actuales del sureste de la península ibérica

CIYA (declarado BIC por la Junta de Andalucía) está diseñado como un mirador semienterrado con vistas a los yacimientos de la Ciudad iberorromana de Basti formada por los yacimientos arqueológicos de: Cerro Cepero, Ciudad Ibero-Romana, Necrópolis Ibérica de la Dama de Baza, Cerro del Santuario, Cerro Largo, otra Necrópolis Ibérica y otros yacimientos menos conocidos.
El complejo arqueológico ocupa una superficie de 135 hectáreas integrado en el seno de un territorio llamado por los antiguos geógrafos e historiadores Bastetania; para la mayoría se trata del territorio situado en el Sureste peninsular y Alta Andalucía.
- Zona arqueológica de Basti
- Cerro Cepero
- Cerro del Santuario
- Cerro Largo
- Cerro Redondo
- Cortijo Campillo
- Cortijo Espinosa
- El Arroyo
- Garbín
- La ventisca
- Las Viñas